# ラッフルズ・プレイス駅
ラッフルズ・プレイス駅 （ラッフルズ・プレイスえき、Raffles Place MRT Station）は、シンガポールの南部にある、MRT東西線と南北線の地下駅。この駅は2003年にドビー・ゴート駅に北東線が乗り入れるまでは一番大きく、一番深い位置にある駅であった。

## 駅構造
地下3階と地下4階にそれぞれ島式1面2線、計2面4線の地下駅。隣のシティホール駅とともにMRT東西線とMRT南北線が対面乗換が可能な構造であり、当駅は同一方向の列車が接続する一方、シティホール駅はそれぞれ逆方向の列車が接続し、両駅合わせて階段などによるホーム間の移動をすることなく全方面で対面乗換を実現している。
| 1階     | 地上階                                                                              | 駅前・出入り口 |
| 地下2階 | コンコース                                                                          | 改札口、自動券売機、駅長事務室、トランシットリンク・カウンタ(Transitlink Counter)、への地下道、コィリンス、シティリンク・モール\|シティリンク・モール、ワン・ラッフルズ・リンク |
| 地下3階 | A ホーム                                                                            | ■東西線 パシール・リス方面（シティホール駅） |
| 地下3階 | 島式ホーム、パシール・リス方面では出口は右側、 ジュロン・イースト方面では左側       | |
| 地下3階 | B ホーム                                                                            | ■南北線 ウッドランズ・ジュロン・イースト方面（シティホール駅） |
| 地下4階 | C ホーム                                                                            | ■東西線 トゥアス・リンク方面（タンジョン・パガー駅） |
| 地下4階 | 島式ホーム、トゥアス・リンク方面では出口は左側、 マリーナ・サウス・ピア方面では右側 | |
| 地下4階 | D ホーム                                                                            | ■南北線 マリーナ・サウス・ピア方面（マリーナ・ベイ駅） |

※C,DホームはシンガポールMRTの中でもっとも深い位置にあるホームである。

## 駅周辺
- ザ・フラトン・シンガポール
- ザ・フラトン・ベイ・ホテル
- マーライオン
- リパブリックプラザ

## 歴史
- 1987年12月12日 開業